# 马克·希克曼
马克·希克曼（英語：Mark Hickman，1973年8月22日—），澳大利亚前男子曲棍球运动员。他曾代表澳大利亚国家队参加2004年夏季奥林匹克运动会曲棍球比赛，获得一枚金牌。